# Denton with Wootton
Denton with Wootton är en civil parish i grevskapet Kent i sydöstra England. Den ligger i distriktet Dover och utgörs av orterna Denton och Wootton. Civil parishen hade 378 invånare vid folkräkningen år 2021.